# Zacarías Cerezo
Zacarías Cerezo, (Guadalupe, Murcia, 20 de enero de 1951) es un pintor español.

## Biografía
Entre 1956 y 1967 estudió en las Escuelas Primarias de los Jerónimos y después se matriculó en Formación Profesional en la especialidad de electrónica.   Ha trabajado como técnico de telecomunicaciones en Telefónica.
Su estilo ha evolucionado desde el expresionismo hasta el impresionismo. Ha utilizado diversas técnicas como el óleo,  dibujo en tinta china, pero se especializó en la acuarela.
Ha colaborado como dibujante en la prensa escrita como La Verdad, La Opinión, Mundo Deportivo, desde 1974.
En 1972 realizó sus tres primeras exposiciones individuales en los Casinos de Molina de Segura, Beniaján y Murcia. Posteriormente ha realizado multitud de exposiciones. 
Ha realizado dibujos de humor gráfico, portadas e ilustraciones para libros como El Camino de Santiago.Ilustró también Nicola Salzillo en Santa María Capua Vetere. El origen, con texto de Giovanni Laurenza.  Admirador del escultor barroco Francisco Salzillo, comenzó a estudiarlo y viajó en 2007 hasta la ciudad italiana de Santa María Capua Vetere en busca de la partida de nacimiento del padre, Nicolás Salzillo.  El Museo Cívico de Santa María Capua Vetere cuenta con una sala dedicada a la obra pictórica de Cerezo en dicha ciudad, la cual le hizo la distinción de nombrarlo ciudadano honorario.    Otro libro ilustrado por él es Salzillo, su Belén en acuarela y verso con texto de Santiago Delgado.
También ha realizado carteles para teatro o fiestas populares y pintura mural.